# Зулу (фільм)
«Зулу» (англ. Zulu) — французький кінофільм режисера Жерома Салля, що вийшов на екрани в 2013.

## Сюжет
У Південній Африці, де ще панує апартеїд, два поліцейських розшукують вбивцю молодої дівчини в негритянських гетто і у фешенебельних районах Кейптауна. Це розслідування переверне життя героїв і змусить їх боротися зі своїми внутрішніми страхами.

## У ролях
| Актор               | Роль |
| ------------------- | ---- |
| Орландо Блум        | -    |
| Форест Вітакер      | -    |
| Таня ван Граан      | -    |
| Наташа Лорінг       | -    |
| Свен Рюйгрок        | -    |
| Патрік Лістер       | -    |
| Конрад Кемп         | -    |
| Роксанна Прентіс    | -    |
| Тінарі Ван Вік-Лутс | -    |
| Дін Слейтер         | -    |

## Знімальна група
- Режисер — Жером Салль
- Сценарист — Жюльєн Рапно, Жером Салль, Карі Фере
- Продюсер — Рішар Гранпьер, Вів'єн Асланян, Фредерік Донекуан
- Композитор — Олександр Депла